# ليسلي نيلسن
ليسلي نيلسن (بالإنجليزية: Leslie Nielsen)، (11 فبراير 1926 - 28 نوفمبر 2010) ممثل الكوميديا الساخرة. كندي-أمريكي الجنسية، اسمه الكامل ليسلي ويليام نيلسن، من مواليد رچينا ساسكتشوان بكندا 11/2/1926 . توفي يوم 28 نوفمبر 2010 م عن عمر يناهز 84 سنة .

## نبذه عن عائلته
والده دنماركي ووالدته من ويلز. أخوه إيريك نيلسون كان نائب رئيس وزراء كندا في حقبة الثمانينات، وهو ابن أخت الممثل جيان هيرشولت Jean Hersholt.انضم نيلسن في الجيش الكندي الملكي لسلاح الطيران Royal Canadian Air Force وشارك في الحرب العالمية الثانية.بعد ذلك أصبح معلق على سباق الخيل في محطة كالجاري للراديو Calgary radio station.انتقل للعيش في نيويورك بعد أن حصل على منحة دراسية في Neighborhood Playhouse، وقد درس علوم المسرح والموسيقى، في عام 1984م كان أول ظهور له في سلسلة Studio One.

## مسيرته الفنية

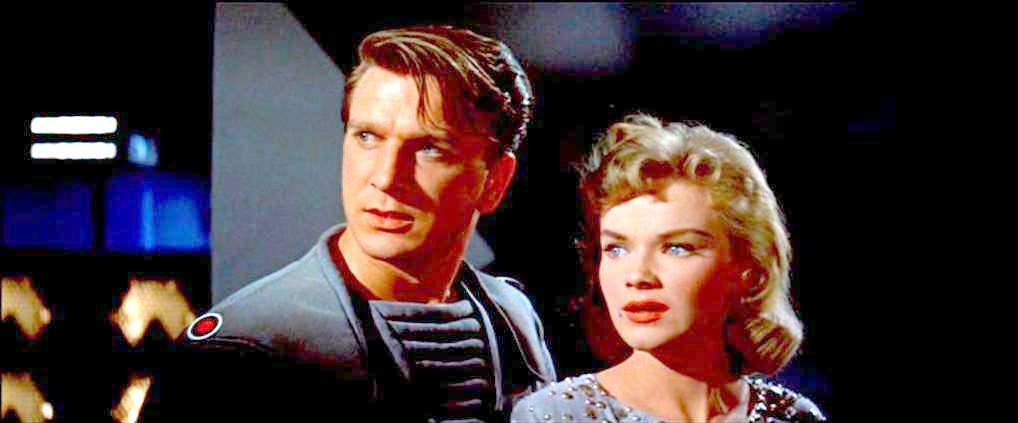
صورة له في فيلم الكوكب المحرم مع الممثلة أني فرانكيس

بداية مسيرته الفنية كانت بأعمال الدراما متعددة’ فقد قام بدور طبيب ومحامي وشرطي، انتقل نيلسن للعمل في هوليود عام 1954م بعد أن وقع عقد عمل مع شركة بارامونت. ومثل بطل في فيلم الكوكب المحرم Forbidden Planet الذي حاز على الكثير من الاهتمام.شارك نيلسن في أكثر من 100 فيلم و1500 برنامج تلفزيوني.وله أكثر من 220 شخصية مختلفة.

## حياته الشخصية
تزوج 4 مرات وطلق 3 زوجات له.
- مونيكا بوير Monica Boyer والتي تزوجها خلال الفترة 1950-1956.
- أليساندي أولمن Alisande Ullman والتي تزوجها خلال الفترة 1985-1973.
- بروكس أوليفر Brooks Oliver والتي تزوجها خلال الفترة 1981-1983.

الزوجة الرابعة والتي استمرت معه هي باربر إيرل Barbaree Earl.
وهو محب ومشجع لرياضة الجولف وكان يلعب هذه اللعبة في أوقات فراغه. وعانى العديد من المشاكل الصحية وأهمها مشاكل في ضعف السمع والتي على أثرها دعم المعهد الجيد للسمع.

## وصلات خارجية
- ليسلي نيلسن على موقع IMDb (الإنجليزية)
- ليسلي نيلسن على موقع ميتاكريتيك (الإنجليزية)
- ليسلي نيلسن على موقع الموسوعة البريطانية (الإنجليزية)
- ليسلي نيلسن على موقع روتن توميتوز (الإنجليزية)
- ليسلي نيلسن على موقع مونزينجر (الألمانية)
- ليسلي نيلسن على موقع قاعدة بيانات الأفلام العربية
- ليسلي نيلسن على موقع ألو سيني (الفرنسية)
- ليسلي نيلسن على موقع ميوزك برينز (الإنجليزية)
- ليسلي نيلسن على موقع تيرنر كلاسيك موفيز (الإنجليزية)
- ليسلي نيلسن على موقع أول موفي (الإنجليزية)
- Leslie Nielsen at Northernstars.ca
- Leslie Nielsen at بوكس أوفيس موجو
- Leslie Nielsen at Hollywood.com
- Allmovie entry for Leslie Nielsen
- Canada's Walk of Fame entry for Leslie Nielsen
- Leslie Nielsen نسخة محفوظة 23 ديسمبر 2010 على موقع واي باك مشين. at تي في.كوم
- CBC Digital Archives - Leslie and Erik Nielsen laugh it up